# Lia Melis
Cornelia Marina „Lia” Melis (ur. 23 lutego 1960) – arubańska lekkoatletka specjalizująca się w maratonie.
Dwukrotnie startowała na igrzyskach olimpijskich: w 1988 i 1992 za każdym razem startując w maratonie. W Seulu zajęła 56. miejsce z czasem 2:53:24, a w Barcelonie nie ukończyła biegu.

## Rekordy życiowe
- Bieg na 5000 metrów – 18:39,6 (1991) rekord Aruby[3] / 18:01,0mx (1989)[4]
- Bieg na 10 000 metrów – 38:23,0 (1987) rekord Aruby[4]
- Bieg maratoński – 2:53:24 (1988) rekord Aruby[5][6]
- Bieg na 3000 metrów (hala) – 10:24,79 (1987) rekord Aruby[7]